# Winfried Fleck
Winfried Fleck (* 22. Oktober 1937) ist ein deutscher Politiker (CSU).
Nach dem Abitur am Gymnasium in Bad Wurzach studierte Fleck Rechtswissenschaften und politische Wissenschaften in München und Saarbrücken. 1967, ein Jahr nachdem er als Rechtsanwalt zugelassen wurde, wurde er Staatsanwalt und Richter am Landgericht Augsburg.
Von 1972 bis 1978 arbeitete er dann als Referent in der Bayerischen Staatskanzlei und im Bayerischen Staatsministerium für Wirtschaft und Verkehr. Von 1972 an war er zudem zweiter Bürgermeister der Gemeinde Kissing im Landkreis Aichach-Friedberg. Am 12. Juli 1978 rückte er für den ausgeschiedenen Georg Scholl in den Bayerischen Landtag nach, dem er rund drei Monate bis zum Ende der Wahlperiode angehörte.